# Karina Michelin
Karina Michelin (Botucatu, 24 luglio 1980) è una modella brasiliana.
È stata incoronata Miss Italia nel mondo 2006 in rappresentanza del Brasile, il 27 giugno 2006 presso le Terme Berzieri di Salsomaggiore Terme, dove la modella brasiliana ha avuto la meglio sulle altre trentanove delegate nazionali che concorrevano per il titolo.

## Biografia
I genitori di Karina Michelin, che al momento dell'elezione studiava comunicazione all'università e lavorava occasionalmente come modella, sono entrambi di origini veneziane. Michelin ha un figlio di nome Riccardo, avuto all'età di diciotto anni. Nel 2008 ha affiancato come valletta prima Piero Chiambretti in Markette - Tutto fa brodo in TV ed in seguito Enrico Papi nel quiz televisivo Jackpot - Fate il vostro gioco.

## Televisione
- Miss Italia nel mondo (Rai 1, 2006) Concorrente, VINCITRICE
- Markette - Tutto fa brodo in TV (LA7, 2008) Valletta
- Jackpot - Fate il vostro gioco (Canale 5, 2008) Co-conduttrice